# 国際人種差別撤廃デー

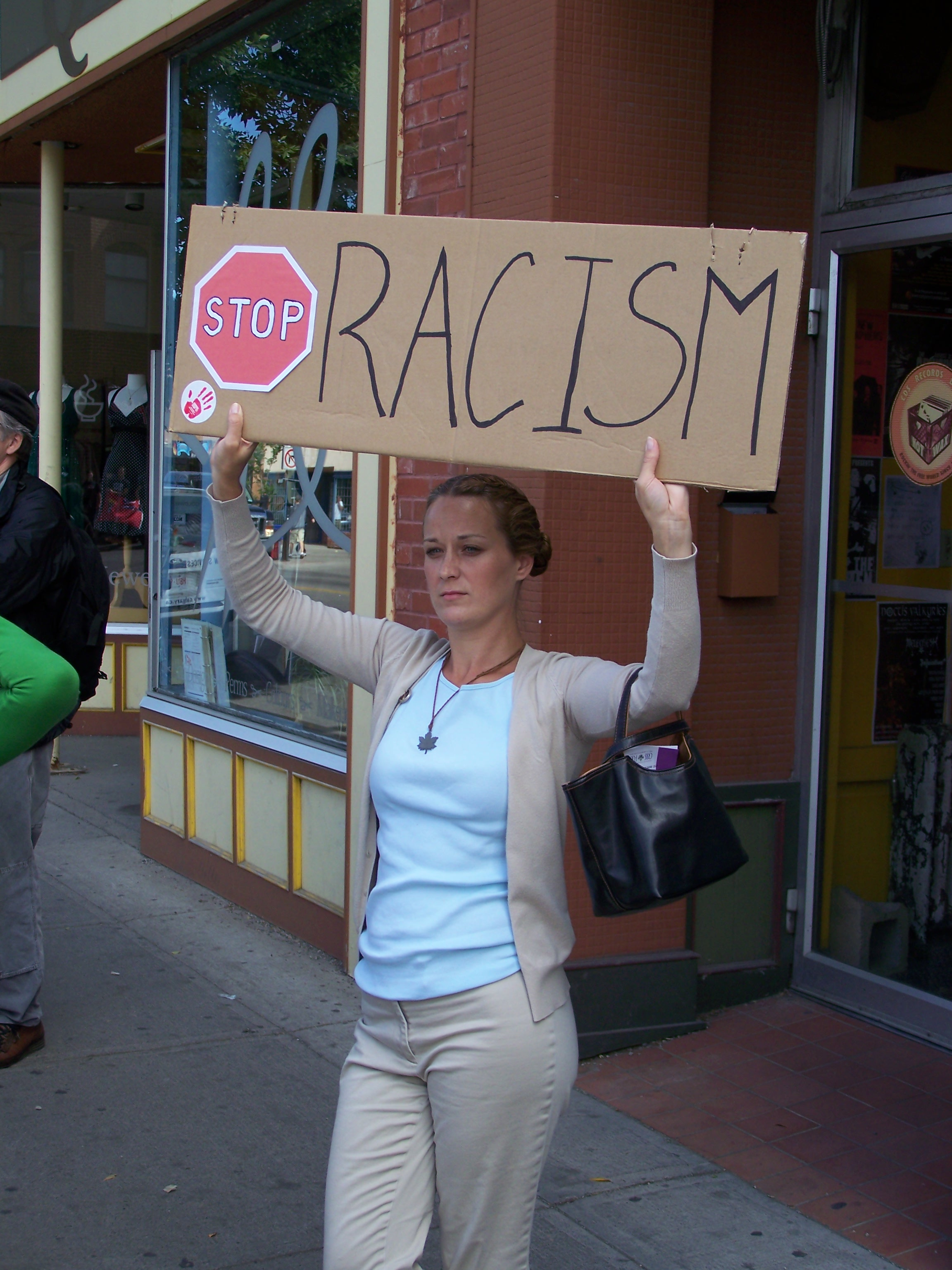
人種差別の撤廃を訴えるプラカードを揚げる女性

国際人種差別撤廃デー（こくさいじんしゅさべつてっぱいデー、英：International Day for the Elimination of Racial Discrimination）は、1966年の国連総会で制定された記念日である。3月21日とされる。
1960年3月21日、南アフリカのシャープビルで、人種隔離政策（アパルトヘイト）に反対するデモ行進に対して警官隊が発砲し、69人が死亡した（シャープビル虐殺事件）。この事件が、国連が人種差別に取り組む契機となったことから、人種差別撤廃のための記念日とされた。
この日は、IDERDカンファレンスなど、世界中で人種差別の撤廃を求める運動が展開される。